# Oaza Vestfold

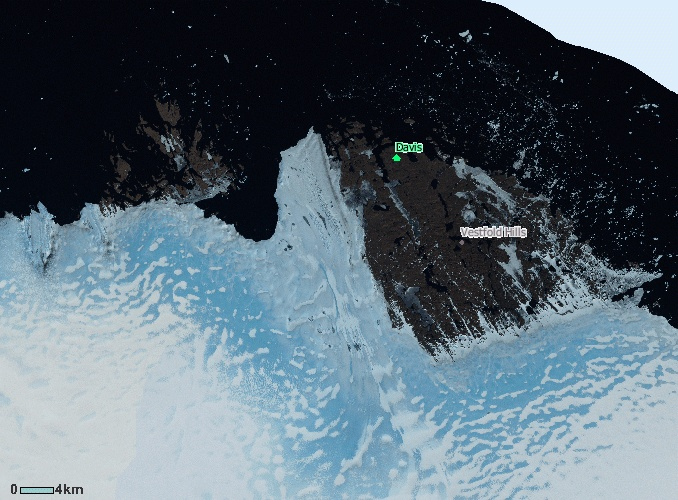
Zdjęcie satelitarne

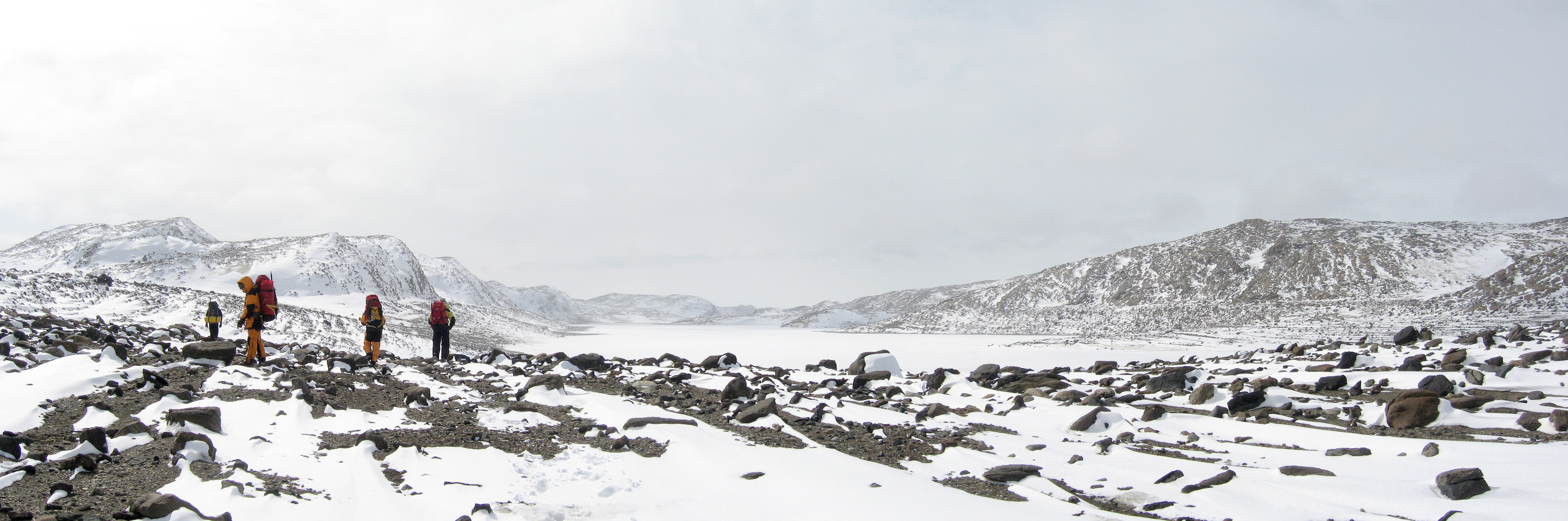
Północny koniec jeziora Stinear w oazie Vestfold, listopad 2008 r.

Oaza Vestfold (ang. Vestfold Oasis) – oaza antarktyczna na Ziemi Księżniczki Elżbiety na Antarktydzie. Trzeci co do wielkości obszar na kontynencie nie pokryty lądolodem.
Oazę Vestfold tworzą niskie wzgórza, pomiędzy którymi znajduje się ponad 300 jezior i mniejszych zbiorników wodnych, które okresowo zamarzają. Roślinność w Oazie Vestfold jest dość uboga, występują głównie porosty, a nad jeziorami i strumieniami - mchy. Znajduje się w niej australijska stacja polarna Davis.